# مت زولر سیتس
مت زولر سیتس (انگلیسی: Matt Zoller Seitz؛ زادهٔ ۲۶ دسامبر ۱۹۶۸) نویسنده، منتقد فیلم و تلویزیون و فیلمساز اهل ایالات متحده آمریکا است. سیتس عمدتاً در دالاس بزرگ شد. او پسر پیانیست جاز دیوید زولر (۱۹۴۱–۲۰۲۰) است.